# 亚卤酸
亚卤酸是一种含氧酸，由一个+3氧化态的卤素原子单键连接一个氢氧基，然后用双键连接一个氧原子而成。亚卤酸的例子有亚氯酸, 亚溴酸和亚碘酸。它们的共轭碱为亚卤酸根。

## 制备
一种制备亚卤酸的方法是往次卤酸上加一个氧原子。这可以由两种不一样甚至一样的次卤酸化合而成：
HBrO + HClO → HBrO2 + HCl
2HBrO → HBrO2 + HBr
其中，后者是一个歧化反应。
这是制备亚溴酸的一种方法:
HBrO + H2O →  HBrO2 + 2H+ + 2e−
下面这是一个归中反应:
2 HBrO3 + HBr → 3 HBrO2
亚溴酸也可以由另一种向次溴酸加氧的方法制成。
2 AgNO3  +  HBrO  +  Br2  +  H2O   →   HBrO2  +  2 AgBr
亚氯酸可以由相对更稳定的亚氯酸盐为材料制成。
Ba(ClO2)2 + H2SO4 → BaSO4 + 2 HClO2

## 稳定性
亚氯酸, 亚溴酸和亚碘酸都很不稳定。亚氯酸是目前唯一成功分离的亚卤酸。虽然它具有稳定的亚氯酸盐，但在加热时往往会迅速分解，甚至会爆炸。 亚溴酸和亚碘酸都没有被分离出来，虽然亚溴酸的一些盐已经被分离出来，但是亚碘酸却并非如此。
亚卤酸的一种分解方法是歧化成次卤酸和卤酸:
2 HClO2   →   HClO  + HClO3
2 HBrO2 → HBrO3 + HOBr
在酸性条件下，亚氯酸会发生另一种分解反应:
5HClO2 → 4ClO2 + HCl + 2H2O